# Термопласты
Термопла́сты — полимерные материалы, способные обратимо переходить при нагревании в высокоэластичное либо вязкотекучее состояние.
При обычной температуре термопласты находятся в твёрдом состоянии. При повышении температуры они переходят в высокоэластичное и далее — в вязкотекучее состояние, что обеспечивает возможность формования их различными методами. Эти переходы обратимы и могут повторяться многократно, что позволяет, в частности, производить переработку бытовых и производственных отходов из термопластов в новые изделия.
Переработка термопластов в изделия не сопровождается необратимой химической реакцией. Пригодны к повторной обработке (формованию). Процессу переработки предшествует выбор материала для изготовления каждого изделия. Перед переработкой решаются вопросы утилизации. Технологический процесс переработки состоит из контроля качества, подготовительных операций, формирования заготовки, формования, чистовой обработки и покраски.

## Наиболее распространенные термопласты
Полимеры-термопласты могут иметь линейное или разветвлённое строение, быть аморфными (полистирол, полиметилметакрилат) либо кристаллическими (полиэтилен, полипропилен). В отличие от реактопластов для термопластов характерно отсутствие трёхмерной сшитой структуры и переход в текучее состояние, что делает возможным термоформовку, литьё и экструзию изделий из них.
Некоторые линейные полимеры не являются термопластами, так как температура разложения у них ниже температуры текучести (целлюлоза).
Часто встречающиеся в быту полимерные материалы: пластик, композиты, резина, лакокрасочные материалы и покрытия, клеи, компаунды, герметики, искусственная кожа, бумага, плёнки.  